# Bernardo Simón de Pineda

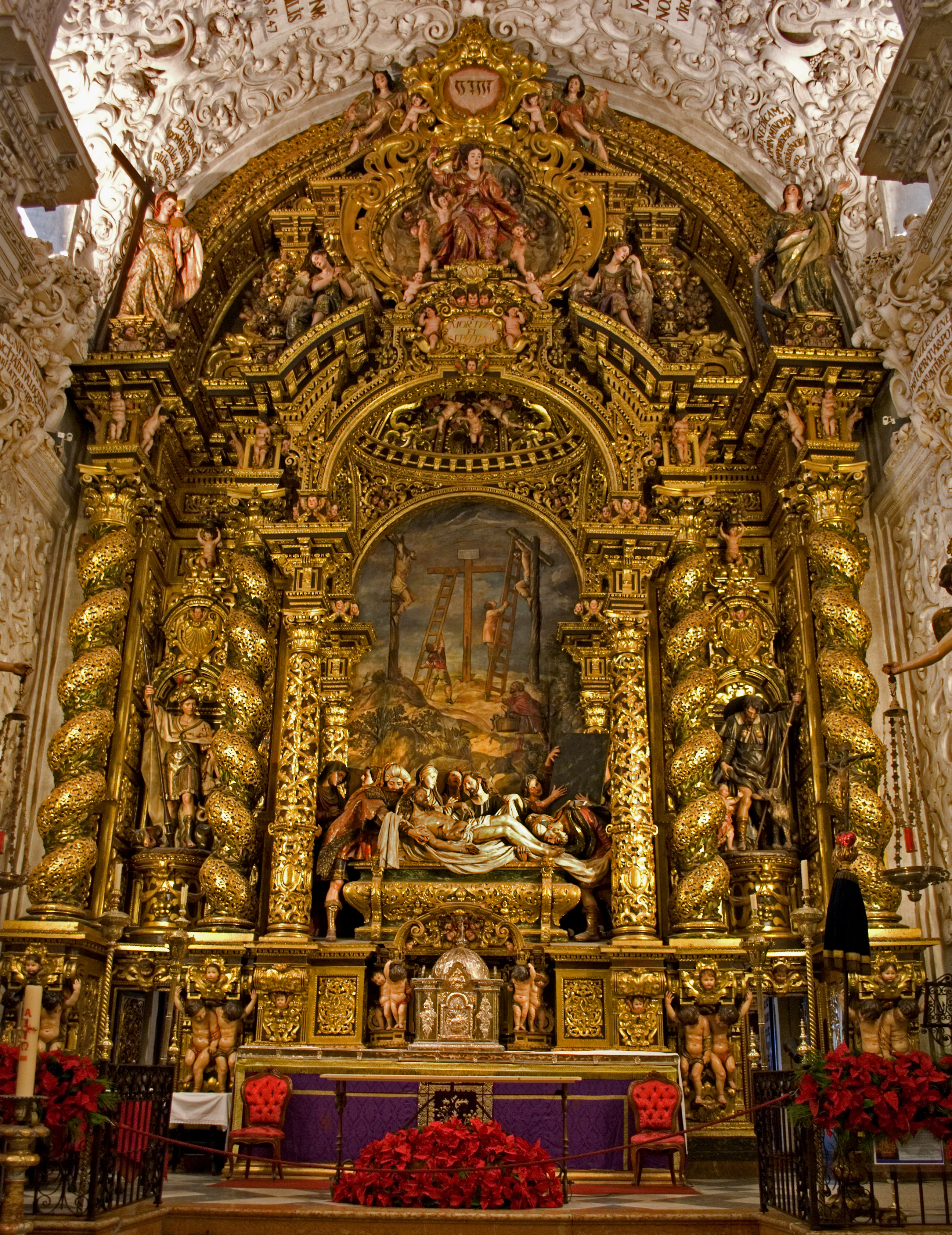
Retablo mayor de la iglesia del Hospital de la Caridad, que Simón de Pineda realizó entre 1670 y 1673. La escultura del Santo Entierro es obra de Pedro Roldán. El dorado y la pintura son obra de Valdés Leal.

Bernardo Simón de Pineda (Antequera, 1637-Sevilla, c. 1703) fue un escultor y arquitecto de retablos.

## Biografía
Bernardo Simón nació en Antequera en 1637. Tuvo tres hermanas. Fue hijo de Simón Rodríguez Malaber y de doña Mayor Díaz de Ávila. En 1644, con 7 años, falleció su madre, probablemente a causa de un parto. Entre 1647 y 1648 su abuela, su tía y su padre murieron a causa de una epidemia de peste. Por ello, los cuatro hermanos pasaron a estar a cargo de una viuda, de economía humilde y con cinco hijos, llamada Ana de Vílches. En 1648 se trasladó a Cádiz a vivir con sus tíos, Gabriel Gómez de la Cámara y Ana Verdún. A lo largo de su vida usó los apellidos Ávila, Pineda y Páramo.
El 14 de febrero de 1651 entró a trabajar en el taller del escultor de retablos Alejandro de Saavedra con un contrato de aprendiz de seis años. En agosto de 1659 Bernardo ya se encontraba trabajando en Sevilla. Al principio vivió en el barrio de la parroquia de Santa María para, posteriormente, trasladarse a la calle Sierpes. Es posible que trabajase un tiempo con el escultor de retablos sevillano Luis Ortiz de Vargas. Para un escultor del ambiente artístico del siglo XVII era importante tener conocimientos en dibujo. Por ello, aparece en el acta de fundación, el 11 de enero de 1660, de la Academia del Arte de la Pintura, fundada por Bartolomé Esteban Murillo y otros artistas y que tuvo su sede en el Casa Lonja. En esta academia entablará amistad y colaboración profesional con otros socios: Murillo, Pedro Roldán y Valdés Leal. Esta academia existió hasta 1674.
El 16 de enero de 1661 se casó en la iglesia de Santa María Magdalena con Isabel de Mena y Porras, de Villanueva de la Serena. Fue testigo de su boda Pedro de Medina Valbuena, colaborador de Pineda y de Murillo. Tuvo una hija, Gregoria de Pineda, que se casó en 1668.
Según Paulina Ferrer Garrofé, no se conocen obras suyas realizadas después de 1690. No obstante, Fernando Quiles García consiguió atribuir el retablo de la capilla de la Visitación, o "de los Morenos", de la parroquia de Santa María de la Mesa de Utrera a Bernardo Simón de Pineda (1695-1696). La parte baja de este mismo retablo se trasladó a la capilla de la Trinidad de la misma iglesia y se conserva actualmente. Posiblemente se basara en el retablo mayor que hizo para la vecina parroquia de Santiago el Mayor en 1680-1681, basado éste a su vez en el retablo mayor de la iglesia del Hospital de la Caridad de Sevilla.

## Obra
Realizó las siguientes obras, documentadas o de segura atribución:
- 1656-1667. Retablo de San Antonio. Catedral de Sevilla.[10]
- 1661. Retablo de San Francisco. Catedral de Sevilla.[11]
- 1661-1665. Retablo de San Isidoro. Catedral de Sevilla.[12]
- 1664. Retablo mayor de la iglesia del convento de San Agustín. Desaparecido.[13]
- 1666-1667. Retablo de San Antonio. Iglesia del Sagrario. Catedral de Sevilla.[14]
- 1671. Monumento efímero a San Fernando.[15] Recibió el nombre de "Triunfo". Fue colocado en la Catedral de Sevilla. Fue realizado por Simón de Pineda y Juan Valdés Leal. Sus pinturas fueron obra de Murillo.[15]
- 1672. Retablo de la Virgen de la Alegría. Iglesia de San Bartolomé. Sevilla. Desaparecido.[15]
- 1672. Retablo mayor de la iglesia del convento de Nuestra Señora del Pópulo. Sevilla. Desaparecido.[16]
- 1671-1689. Escalinata, urna y retablo para la capilla Real. Catedral de Sevilla.[17]
- 1668. Retablo mayor de la iglesia del Hospital de la Misericordia. Sevilla.[18]
- 1670-1673. Retablo mayor. Iglesia de San Jorge del Hospital de la Caridad. Sevilla.[19][1]
- 1670. Retablo de la Virgen de la Caridad. Iglesia de San Jorge del Hospital de la Caridad. Sevilla.[20]
- 1671. Retablo de Jesús atado a la columna. Iglesia de San Jorge del Hospital de la Caridad. Sevilla.[21]
- 1673-1674. Retablo del Cristo de la Caridad. Iglesia de San Jorge del Hospital de la Caridad. Sevilla.[22]
- 1674-1683. Retablo de la Anunicación. Iglesia de San Jorge del Hospital de la Caridad. Sevilla.[23]
- 1674. Púlpito. Iglesia de San Jorge del Hospital de la Caridad. Sevilla.[24]
- 1670-1671. Retablo de Santa Ana. Iglesia del convento de los Clérigos Menores, actual iglesia de Santa Cruz. Sevilla.[25]
- 1670-1672. Retablo de la Virgen de la Soledad. Iglesia del convento de los Clérigos Menores, actual iglesia de Santa Cruz. Sevilla.[26]
- 1678. Retablo de la Virgen del Mar. Iglesia del convento de los Clérigos Menores, actual iglesia de Santa Cruz.[27]
- 1680. Retablo de la Virgen del Rosario. Iglesia de San Jorge del Hospital de la Caridad. Desaparecido. Sevilla.[28]
- 1680-1681. Retablo mayor de la Iglesia de Santiago el Mayor. Utrera (Sevilla). Desaparecido.[29]
- 1682-1683. Retablo de la Virgen de la Concepción. Casa Grande de San Francisco. Sevilla.[28][30]
- 1682. Retablo mayor. Capilla de San Onofre de la Casa Grande de San Francisco. Sevilla.[31]
- 1683. Coro de la iglesia de Santiago el Mayor. Utrera (Sevilla). Desaparecido.[32]
- 1683. Retablo de San Laureano. Capilla de San Onofre de la Casa Grande de San Francisco. Sevilla.[33]
- 1683. Retablo mayor de la iglesia de San Vicente. Villarrasa, provincia de Huelva. Destruido en 1936.[30][34]
- 1686. Retablo para la capilla de los Vizcaínos de la Casa Grande de San Francisco. Sevilla. Desaparecido.[30]
- 1686. Retablo mayor de la iglesia del convento de San Antonio. Escacena del Campo, provincia de Huelva. Desaparecido.[35]
- 1687-1688. Decoración del presbiterio de la capilla de la Soledad. Casa Grande del Carmen. Sevilla. Desaparecido.[35]
- 1688. Urna para la Cofradía de Nuestra Señora de la Cabeza y San Juan Evangelista. Casa Grande del Carmen. Sevilla. Desaparecida.[36]
- 1689. Retablo mayor de la iglesia del monasterio de la Orden de Descalzos de la Santísima Trinidad. Sevilla. Desaparecido.[36]
- 1692. Retablo mayor de la iglesia del Divino Salvador de Escacena del Campo, provincia de Huelva, encargada a éste  por el beneficiado parroquial Francisco de Toro.[37]
- 1695-1696. Retablo de la capilla de la Visitación de la iglesia de Santa María de la Mesa. Utrera (Sevilla).[9]

Son obras atribuidas o con posible participación de este autor:
- 1658. Retablo de la Concepción Grande. Catedral de Sevilla.[38]
- 1663. Retablo de Santiago. Catedral de Sevilla.[39]
- 1668. Marco para pintura de la Inmaculada. Sala Capitular. Catedral de Sevilla.[39]